# Fischa
Fischa är en 35 km lång biflod till floden Donau i det österrikiska förbundslandet Niederösterreich. Medelvattenföringen är 7,5 m³/s vid Fischamend.
Floden rinner upp i Wienerbäckenet vid Ebenfurth. Den rinner norrut mot Donau, som den mynnar i nedanför Fischamend.